# Sceloenopla donckieri
Sceloenopla donckieri es una especie de insecto coleóptero de la familia Chrysomelidae. Fue descrita científicamente en 1904 por Weise.